# Danilo Ivanović Dačo
Danilo Ivanović Dačo (24. januar 1953, Foča, Bosna i Hercegovina) srpski je i norveški slikar magičnog realizma. Živi u Oslu, Norveška, i u Upsali, Švedska.

## Biografija
Danilo Ivanović Dačo rođen je 24. januara 1953. godine u bosanskohercegovačkom gradu Foči,
danas Republika Srpska. Osnovnu školu završio je u Brodu na Drini kod Foče, srednju
ugostiteljsko-turističku u Sarajevu, a likovnu pedagošku akademiju u Nikšiću. Živi i slika u Upsali u Švedskoj i u Oslu u
Norveškoj. Radeći i u avionu pri čestom putovanju između Švedske i Norveške, oformio je
nemalu zbirku crteža i skica koju je nazvao „Crteži nastali iznad oblaka”. Stvaralački put od
rodne Foče do stalnog boravišta u Norveškoj išao je preko Italije, Francuske, Španije, Maroka,
pa istim putem nazad preko Nemačke i Danske do slikarskog sidrišta u Oslu.

## Magični realizam i uticaj Norveške
Ivanović se pojavio u jugoslovenskom slikarstvu kada su se snažni talenti bili već izborili za
punopravnost fantastičnog realizma sa avangardnim pravcima. Sa sklonošću da slika prirodu
neprirodnog, on se kao zreo slikar obreo na dalekom severu Evrope, izvan fizičkog prostora
stvaralaca srpske fantastike, ali nikada ne prestaje da mu pripada. U monografiji „Danilo
Ivanović, reаlnost fantastičnog”, u atobiografskom tekstu, slikar svedoči: „Zatekao sam slikarstvo
u kome je samo šačica umetnika ostala verna figurativi, i to u zemlji nekada jakog nacionalnog romantizma i sa jakom nacionalnom galerijom. Danas su, osim te izrazite manjine figuralista, sve zaposele najmodernije tendencije.”
U susretu sa Norveškom, najsnažniji utisak na slikara je ostavilo izlovljavanje foka na Svalbardu
radi zaštite ribljeg fonda. Surovo ubijanje foka koje čoveka ne prepoznaju kao neprijatelja
pokrenulo je slikara na veliki ciklus „Krvavi Svalbard” u kome je, umesto naturalističkog prikaza
ubijanja foka, slikao mlade žene kao dojilje mladunaca foke, što su norveški protivnici prakse na
Svalbardu doživeli kao snažnu podršku.

## Ikonopisanje
Danilo Ivanović je zaslužan za veliku popularnost ikonopisanja u Norveškoj. Slikanje ikona
počeo je najpre po narudžbini pravoslavnih crkava, ali je posle velike izložbe ikona u glavnoj
katedrali u Oslu povodom dva milenijuma hrišćanstva postao jedan od najtraženijih ikonopisaca u Norveškoj, te se našao i u ulozi gostujućeg predavača ikonopisanja na likovnoj akademiji u Oslu. Prema Ivanovićevim rečima, za njega je ikonopisanje sakralni posao preko koga učestvuje u duhovnoj tradiciji svog naroda.

## Samostalne izložbe
- 1980-1990. Sarajevo, Miljevina, Herceg Novi, Foča, Tjentište, Priboj, Kragujevac, Rudo, Goražde and Kutina
- 1986. Dusseldorf, Gumersbah, Bogholt, Germany
- 1992. Kvikne Gallery, Balestrand, Norway
- 1992. Sogndal Cultural Centre, Sogndal, Norway
- 1994. The Copper House, (Kopper-huset), Balestrand, Norway
- 1996. Gallery Sand, Oslo, Norway
- 1998. Gallery 27, Oslo, Norway
- 1998.,Gallery Sand, Oslo, Norway
- 1998. The Norwegian Buddhist Mission, Gjøvik, Norway
- 2018- Bærum Kunstforening, Sandvika, Norway
- 1999. Gallery KS, Tønsberg, Norway
- 2000. Gallery Olsen, Drammen, Norway
- 2001. Francis Reilly Gallery, Chicago, USA
- 2013. Art gallery, Ravenna, Italy
- 2013. Gallery Mazzoleni, Bergamo, Italy
- 2013. Forte Village Resort, Sardegna, Italy
- 2018. Råde Kunstforening, Råde, Norway

## Spoljašnje veze
- „Danilo Ivanović Dačo, realnost fantastičnog”, priredio Dragorad Dragičević, Prometej, 2023.